# 川口運動公園
川口運動公園（かわぐちうんどうこうえん）は、茨城県土浦市川口二丁目にある都市公園（運動公園）である。土浦市が管理・運営を行っている。

## 施設

### 陸上競技場（J:COMフィールド土浦）
1953年に竣工。かつては日本陸上競技連盟第4種公認の陸上競技場であったが2018年7月15日をもって公認廃止となっている。毎年4月に行われる、市民マラソン「かすみがうらマラソン」のメイン会場として使われているほか、「つちうらカレーフェスティバル」などでイベント会場としても使われている。2018年4月1日から2021年3月31日までの3年間の契約で土浦ケーブルテレビ（J:COM茨城）が施設命名権を取得し、「J:COMフィールド土浦」となった。

#### 設備
- 1周400 m、コース8コース（直線9コース）
- 走幅跳・三段跳砂場2か所
- 砲丸投1か所
- 円盤投・ハンマー投1か所
- ヤリ投2か所
- サッカー場1面

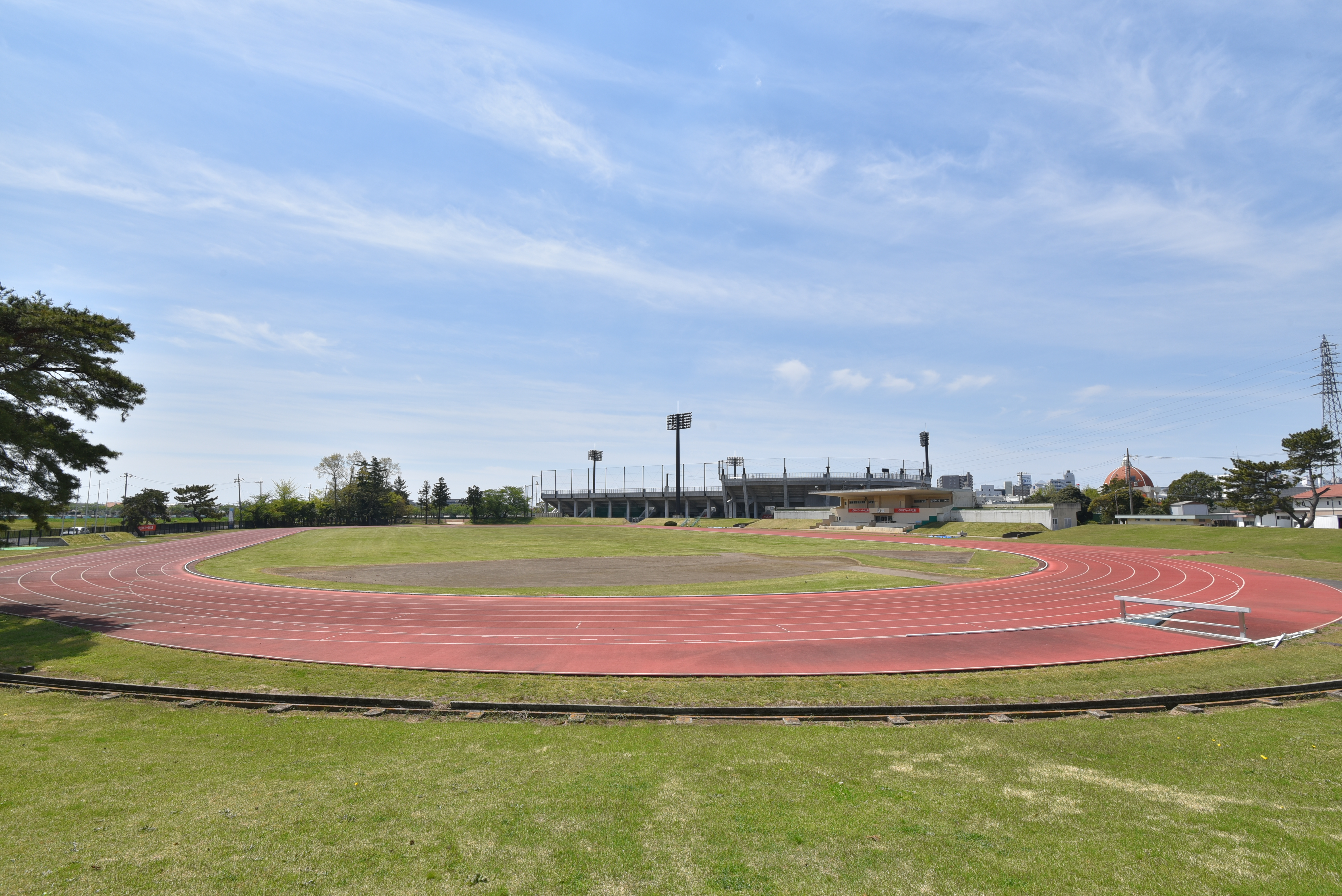
フィールド北側より臨む
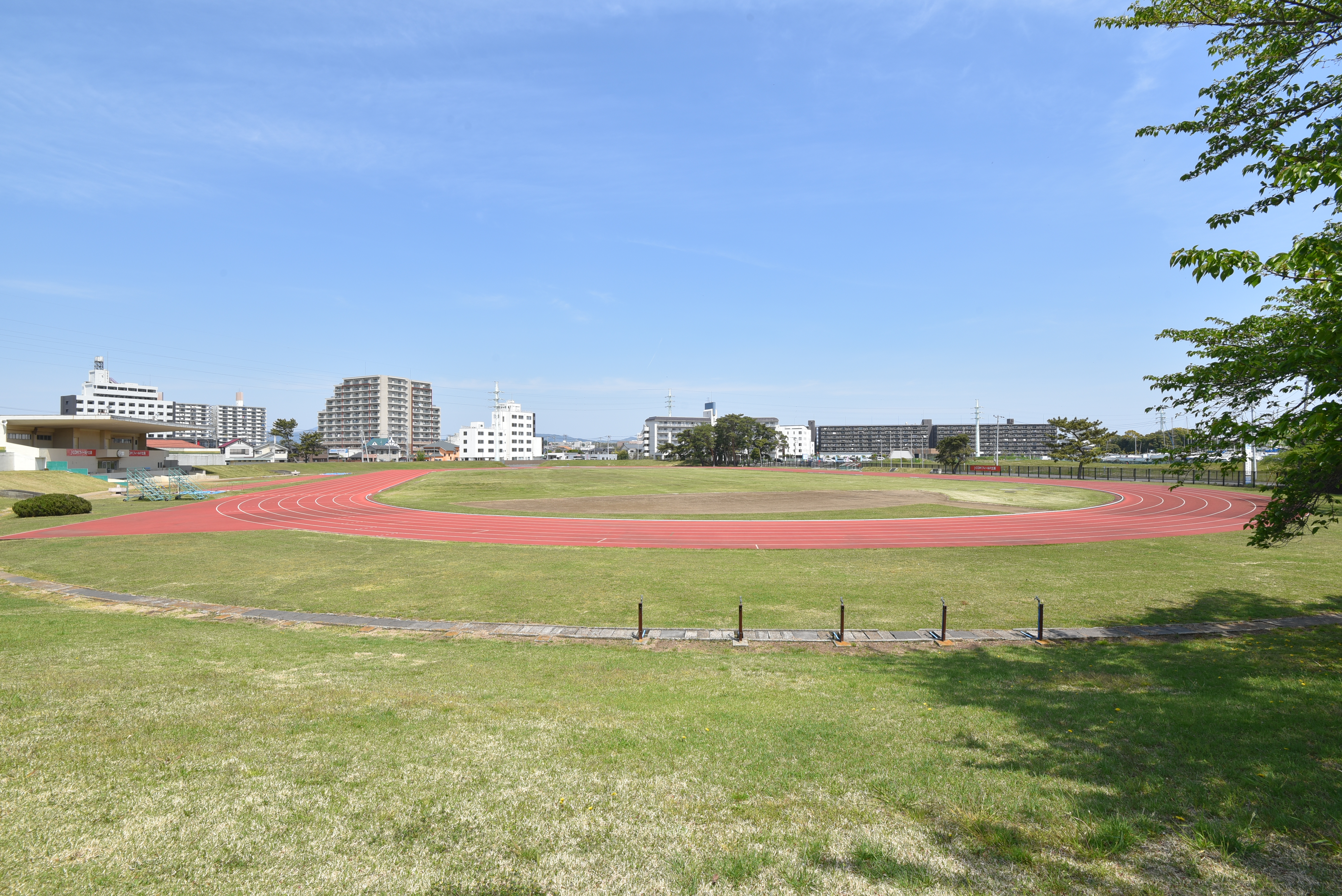
フィールド南側より臨む
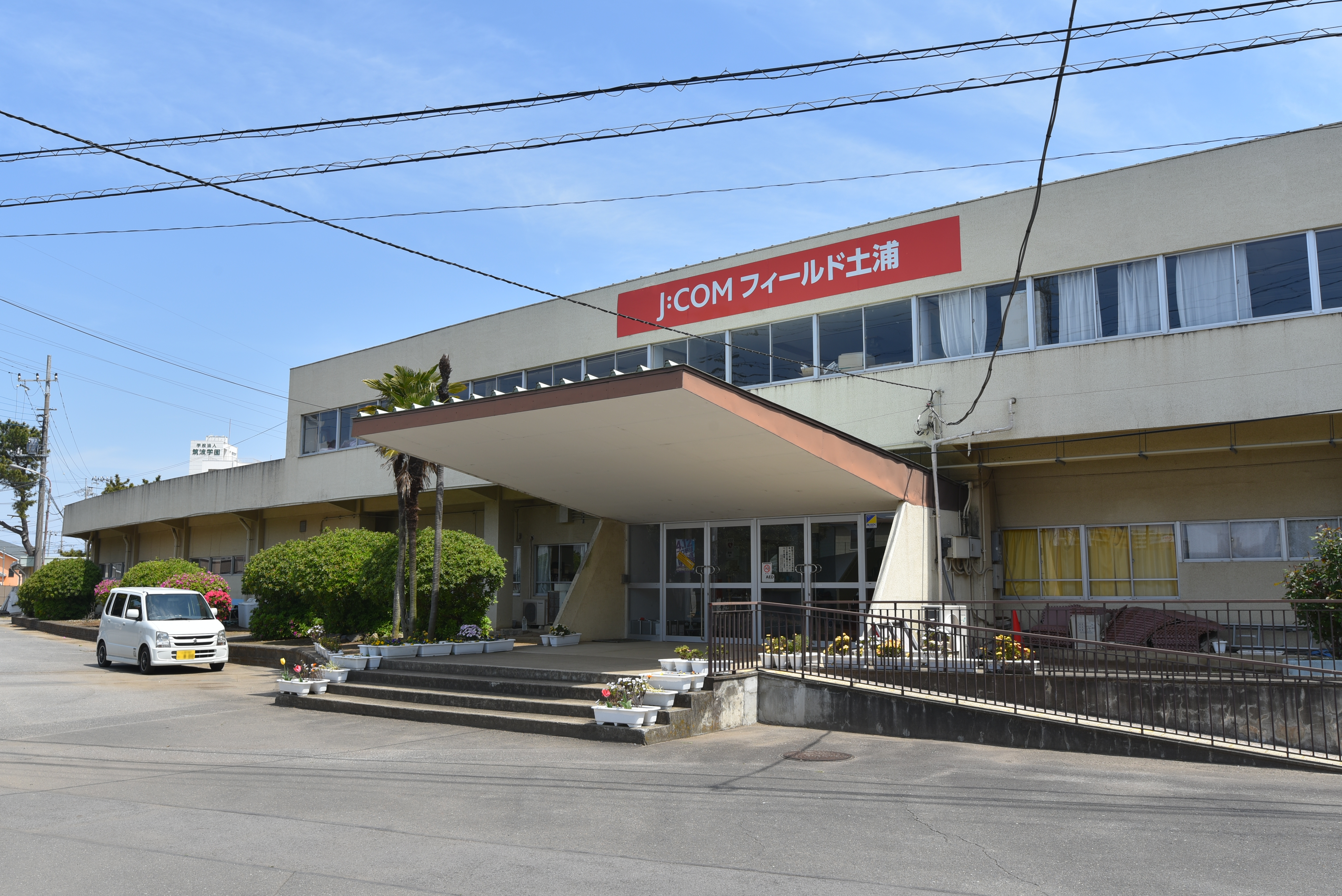
観覧席の入場口

### 野球場（土浦市営球場・J:COMスタジアム土浦）

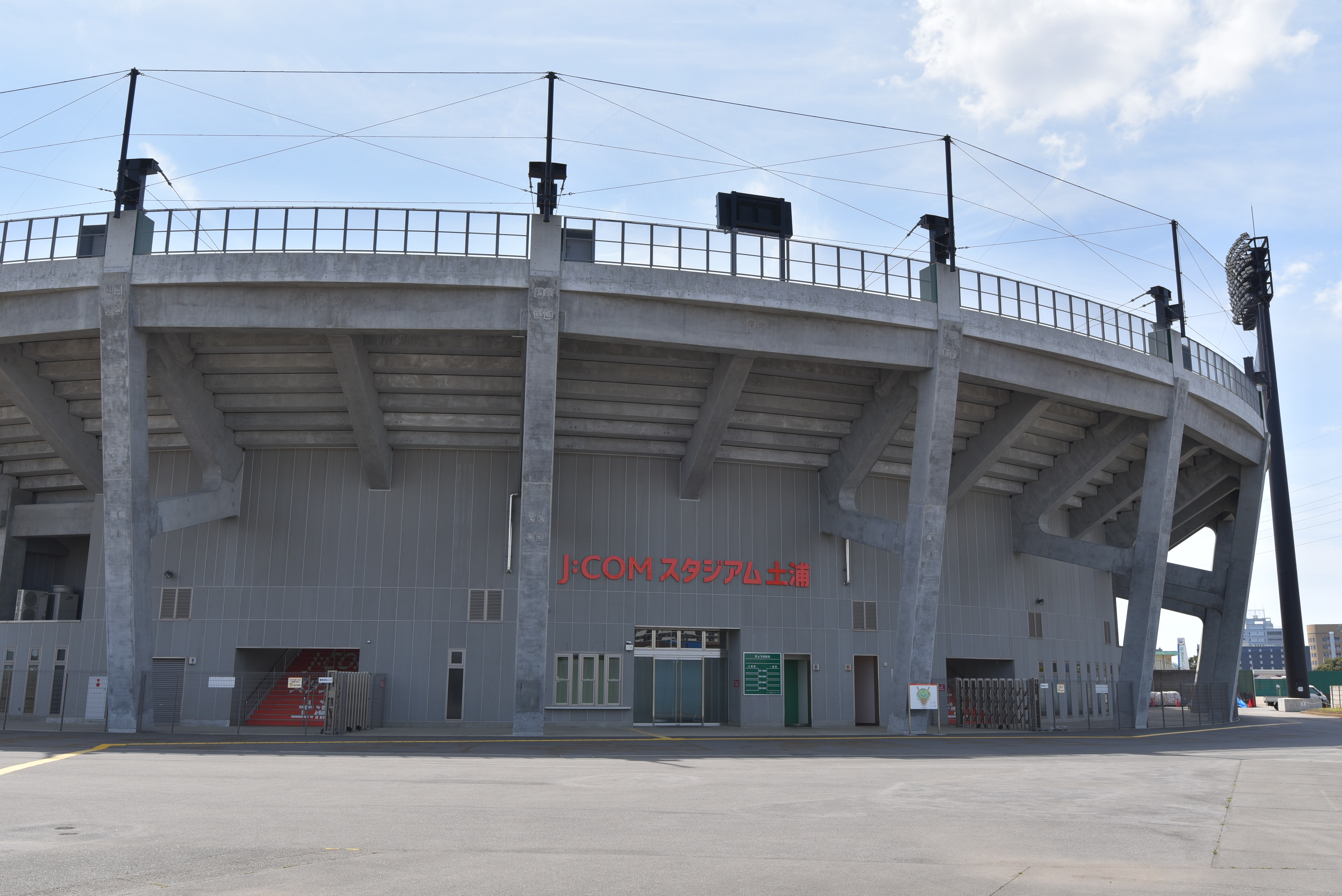
土浦市営球場

1950年に開設、2015年11月～2017年5月に観覧席を増設しLEDナイター照明を設置するため一時閉場した。2017年4月より、土浦ケーブルテレビ(J:COM茨城)が施設命名権を取得。同年より3年間の契約期間で、「J:COMスタジアム土浦」となった。2017年7月1日に上記の大規模な改修工事を終え、竣工式が行われた。
全国高等学校野球選手権大会の茨城県大会や、プロ野球の2軍戦などが開催される。2019年には、45年ぶりに開催される第74回国民体育大会(いきいき茨城ゆめ国体)において、軟式野球会場として使用された。

#### 設備
- センターライン長122 m[3]
- ファウルライン長99m[3]
- LED照明塔4基
- 収容能力、13,240人
- 磁気反転式スコアボード
- 天然芝グラウンド

### テニスコート
テニスコートは、クレー舗装のものが6面、全天候型舗装のものが2面ある。

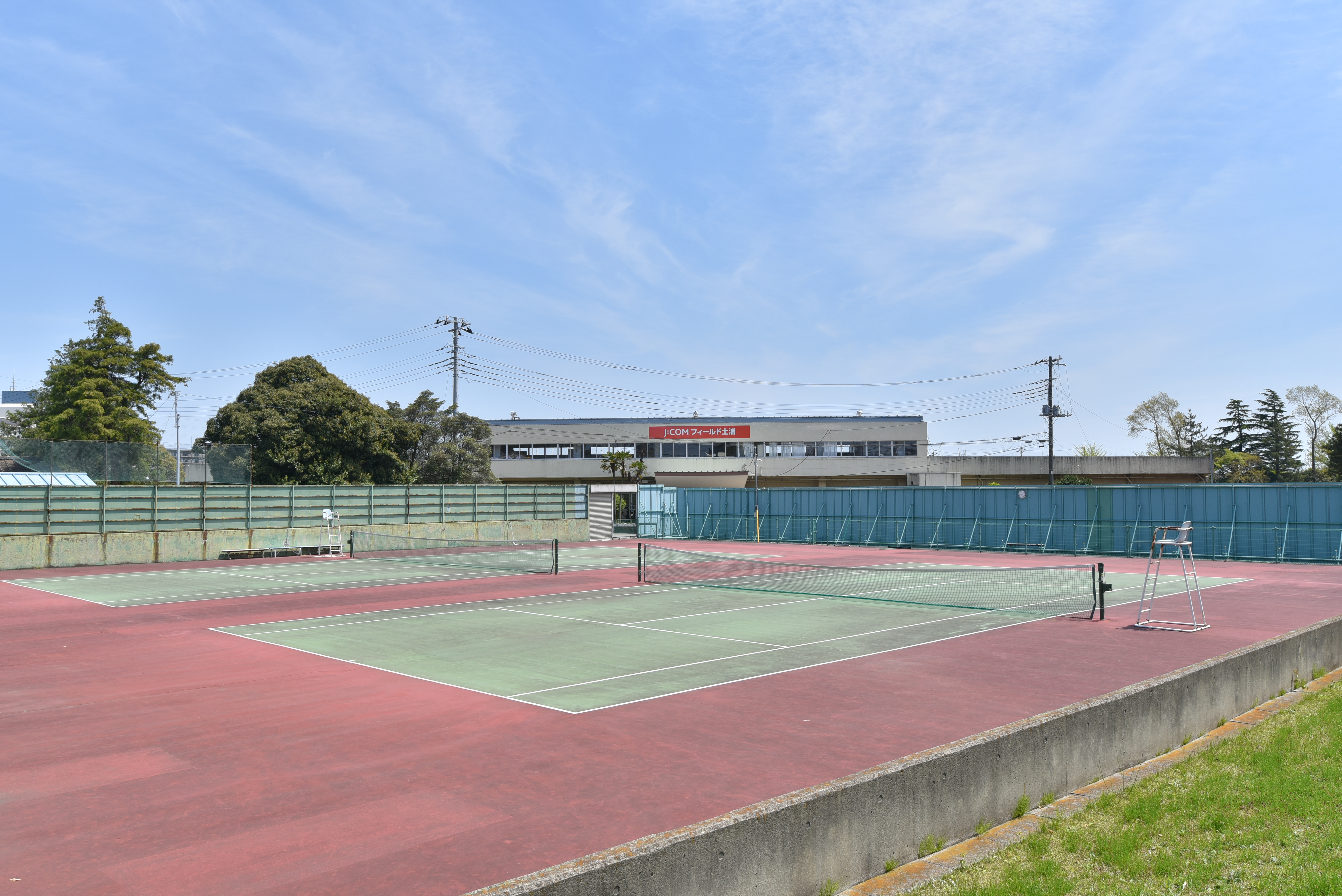
全天候型テニスコート
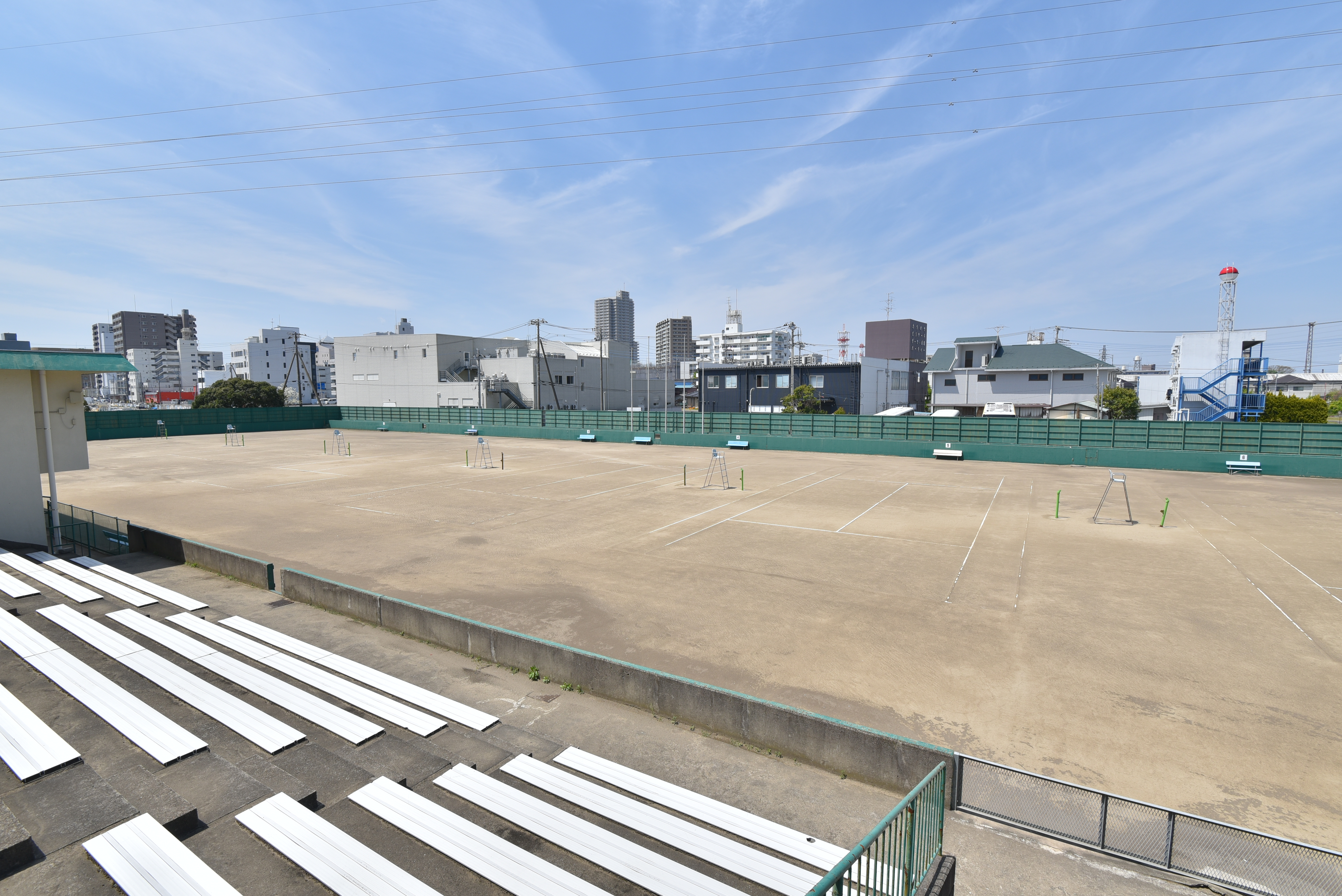
クレー・テニスコート

### 運動広場（サブグランド）
陸上競技場の南側に、運動広場（サブグランド）がある。

## 利用案内
- 休館日…月曜日（祝日の場合はその翌日）及び12月29日から1月3日まで[3]
- アクセス…JR常磐線 土浦駅より徒歩約12分